# Stary cmentarz żydowski w Kołobrzegu
Stary cmentarz żydowski w Kołobrzegu – został założony w 1812 roku i znajdował się u zbiegu obecnych ulic Zdrojowej i Mickiewicza. Został zniszczony przez niemieckich narodowych socjalistów w 1938 roku.
W 2000 roku zorganizowano na jego terenie lapidarium - odnalezione macewy ustawiono na planie Gwiazdy Dawida. Odsłonięto także pomnik ku czci ofiar Holokaustu.